# Valvassore

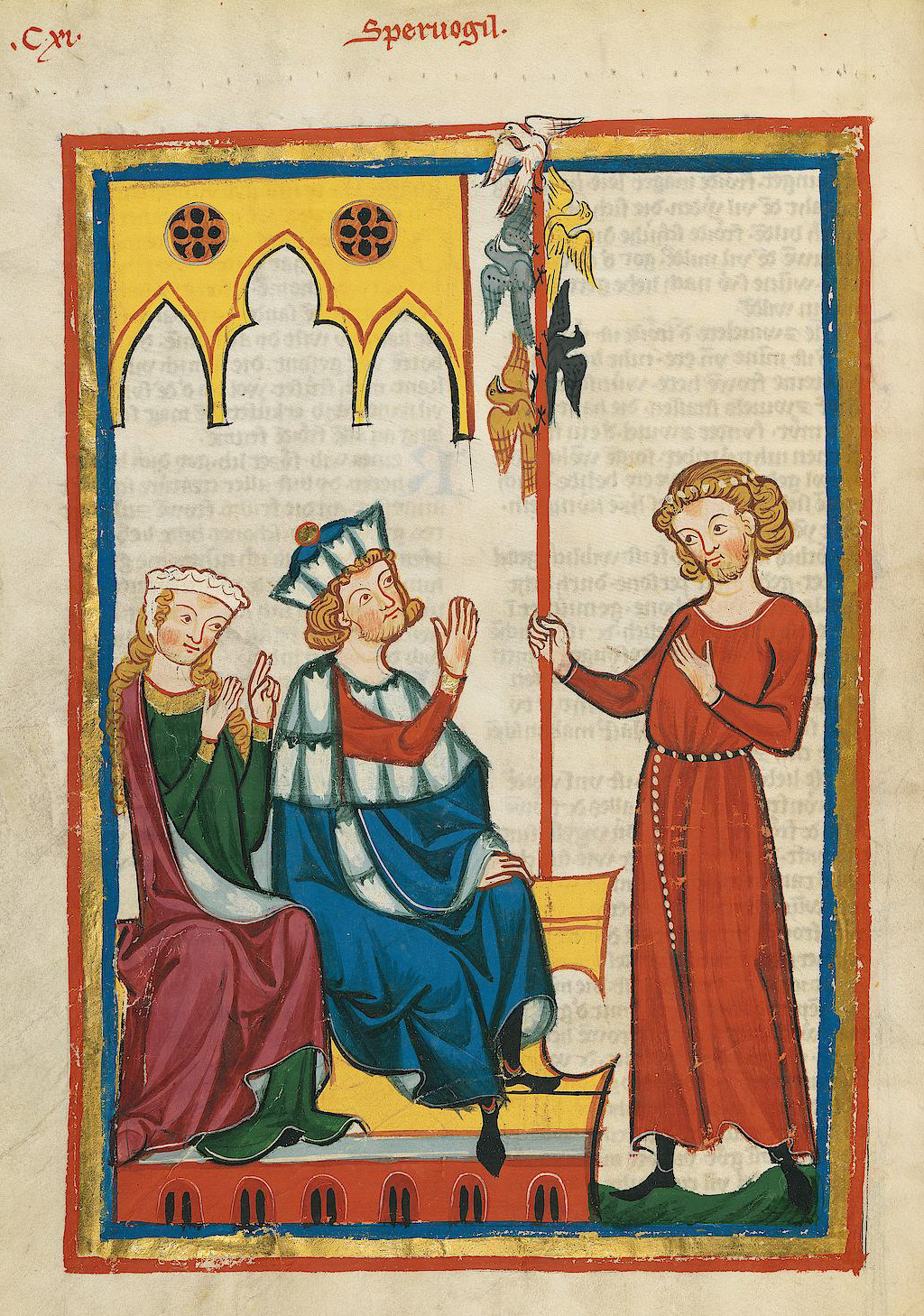
Ritratto di un valvassore con il suo vassallo.

Nel feudalesimo, con valvassore (oppure vassallo minore; etimologicamente, dal latino: vassus vassorum) si indicava un alleato del sovrano scelto dal vassallo, anche se è per lo più sinonimo del normale vassus.

## Descrizione
I valvassori erano appartenenti all'aristocrazia militare, dipendenti da protettori (seniores) ma distaccati dai gradi più bassi che erano composti da artigiani, piccoli proprietari e servi. Dal vassallo, i valvassori ricevevano la loro protezione e la gestione finanziaria dei loro possedimenti, giurando in cambio fedeltà ed obbedienza.
Pur denotando un'origine giuridica, il termine esisteva anche nel linguaggio comune, ma con differenze di significato sociale tra un Paese e l'altro dell'Europa medievale:
- In Italia si denominavano valvassori unicamente i dipendenti dei baroni o dei capitanei[2]
- In Francia erano i vassalli di modesta condizione economica
- In Normandia e Inghilterra erano dei semplici dipendenti rurali, che non erano infeudati e che conservavano solo alcuni obblighi militari.